# Arae in Mauretania
Arae in Mauretania (łac. Diocesis Arensis in Mauretania) – stolica historycznej diecezji w Cesarstwie rzymskim, w prowincji Mauretania Sitifense. Ruiny tego starożytnego miasta znajdują się w pobliżu współczesnego miasta Ksar-Tarmounth w Algierii. Obecnie katolickie biskupstwo tytularne. 

## Biskupi
| Lp. | Biskup                 | Funkcja                                                    | Od              | Do              |
| --- | ---------------------- | ---------------------------------------------------------- | --------------- | --------------- |
| 1   | Michel Bernard         | emerytowany biskup Brazzaville (Kongo)                     | 2 maja 1964     | 18 grudnia 1965 |
| 2   | Lucien-Sidroine Lebrun | emerytowany biskup Autun (Francja)                         | 22 marca 1966   | 10 grudnia 1970 |
| 3   | Antônio Sarto          | biskup koadiutor Porto Velho (Brazylia)                    | 18 maja 1971    | 26 maja 1978    |
| 4   | Patrick Mutume         | biskup pomocniczy Mutare (Zimbabwe)                        | 15 marca 1979   | 8 lutego 2017   |
| 5   | Jesús Ruiz Molina      | biskup pomocniczy Bangassou (Republika Środkowoafrykańska) | 11 lipca 2017   | 10 marca 2021   |
| 6   | Gabriel Msipu Phiri    | biskup pomocniczy Chipaty (Zambia)                         | 11 grudnia 2022 |                 |